# GBU-57A/B MOP
La GBU-57A/B MOP (Massive Ordnance Penetrator) es una bomba pesada «antibúnker» de la Fuerza Aérea de los Estados Unidos, con guía de precisión, de 30 000 libras (13 608 kg). Considerablemente más pesada que las bombas antibúnker de penetración profunda previas, GBU-28 y GBU-37 de 5000 libras (2268 kg).

## Desarrollo
En 2002, Northrop Grumman y Lockheed Martin estaba trabajando en el desarrollo de una bomba de 30 000 libras (13 600 kg) diseñada para penetrar en el suelo, con el nombre de «Big Blu», en referencia a la bomba BLU. Pero por dificultades de financiación y técnicas se abandonó el desarrollo. A raíz de la invasión de Irak en 2003, el análisis de los emplazamientos que habían sido blanco de bombas antibúnkeres reveló la pobre capacidad de penetración y niveles insuficientes de destrucción. Ante esta situación se renovó el interés en el desarrollo de una bomba antibúnker de gran tamaño. La Agencia de Defensa de Reducción de Amenazas inició el proyecto MOP para cumplir con un requerimiento a largo plazo de la Fuerza Aérea.
La Fuerza Aérea de Estados Unidos no tenía ningún reconocimiento oficial sobre el desarrollo de una bomba de grande tamaño, pero prepara conceptualmente un penetrador masivo de gran tamaño y armas de demolición, la llamada colección «Big Blu», que incluye la bomba MOAB (Massive Ordnance Air Burst). El desarrollo del MOP ya estaba en marcha en la Dirección de Municiones del Air Force Research Laboratory, en la Base de la Fuerza Aérea Eglin, Florida. El trabajo de diseño y las pruebas también está siendo realizadas por Boeing. Se pretendía que la bomba pudiera ser desplegada en el bombardero Northrop Grumman B-2 Spirit, y ser guiada mediante GPS. El control de vuelo se realizará mediante aletas de rejilla, en lugar de las convencionales.
El 19 de julio de 2007 Northrop Grumman anunció un contrato de 2,5 millones de dólares para el reacondicionamiento del bombardero furtivo B-2. Cada uno de los B-2 de la Fuerza Aérea de Estados Unidos es capaz de llevar dos MOP de 14 toneladas métricas cada una.
La primera prueba con explosivos tuvo lugar el 14 de marzo de 2007 en un túnel perteneciente a la Agencia de Defensa de Reducción de Amenazas (DTRA) en el Polígono de Misiles de White Sands, Nuevo México.
El 6 de octubre de 2009, ABC News informó que el Pentágono había solicitado y obtenido el permiso del Congreso de los Estados Unidos para transferir los fondos necesarios a fin de acelerar el proyecto. Más tarde los militares de EE. UU. anunciaron «retrasos en la financiación y las mejoras según el calendario de pruebas previsto» significa que la bomba no sería desplegada hasta diciembre de 2010, seis meses después de la fecha original.
El proyecto ha completado con éxito por lo menos una prueba de lanzamiento en vuelo RP. La prueba se completó en 2012.
La Fuerza Aérea hizo la entrega de 20 bombas, diseñadas para ser lanzadas por el bombardero B-2, en septiembre de 2011. En febrero de 2012, el Congreso aprobó $ 81.6 millones para desarrollar y mejorar aún más el arma.

### Desarrollos recientes
El 7 de abril de 2011, la Fuerza Aérea ordenó ocho MOP, además de equipo de apoyo por $ 28 millones.
El 14 de noviembre de 2011, Bloomberg informó que el Comando de la Fuerza Aérea de Ataque Global comenzó a recibir el penetrador de artillería masiva y que las entregas cumplirán los requisitos de la necesidad operativa actual. La Fuerza Aérea ha recibido la entrega de 16 MOP a partir de noviembre de 2011. A partir de marzo de 2012, hay una «reserva operacional» en la Base Aérea Whiteman.
En 2012, el Pentágono solicitó $ 82 millones para desarrollar un arma con mayor poder de penetración que las existentes.

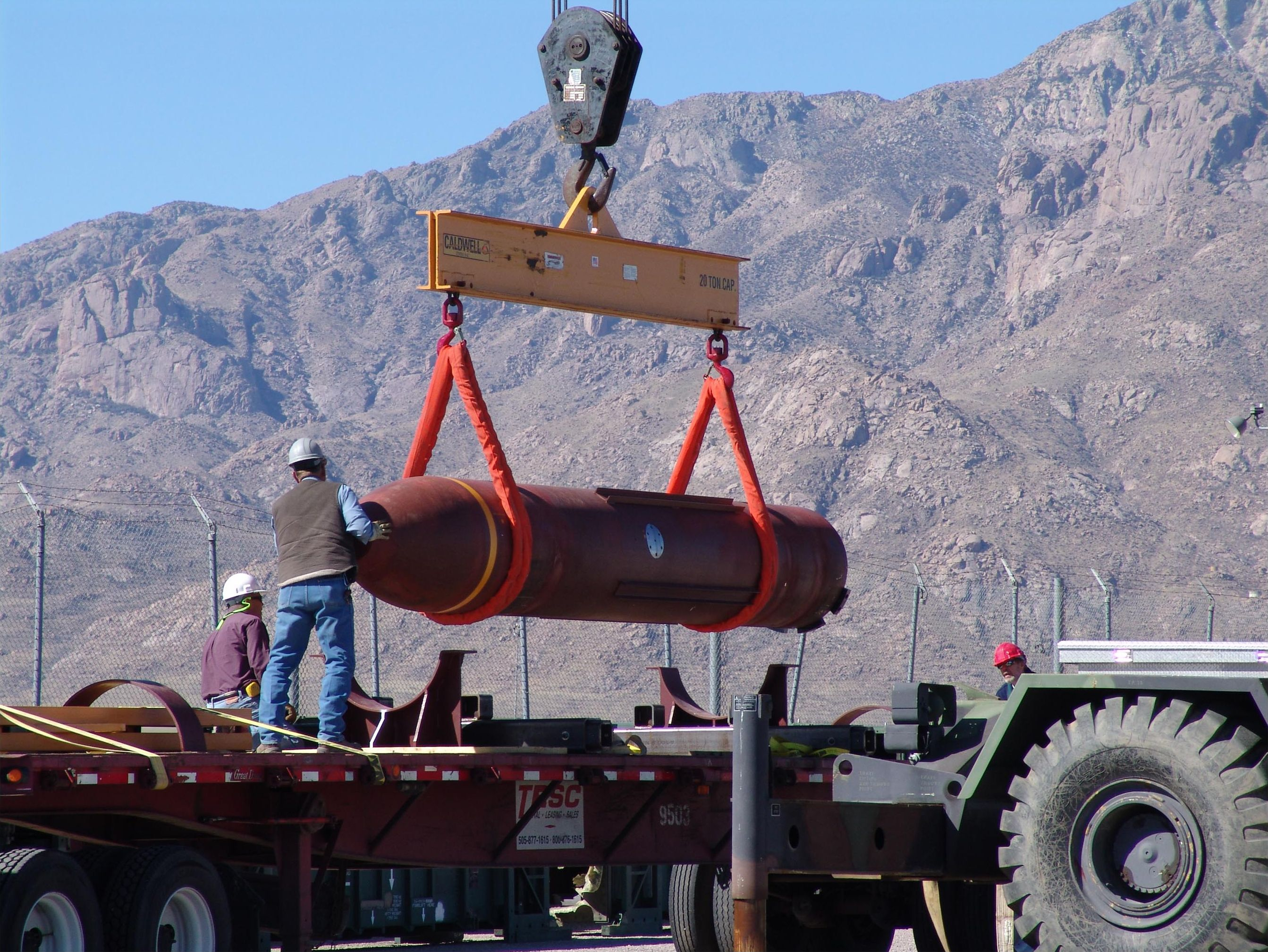
MOP siendo descargado para preparar su primera prueba de explosión, 2007.
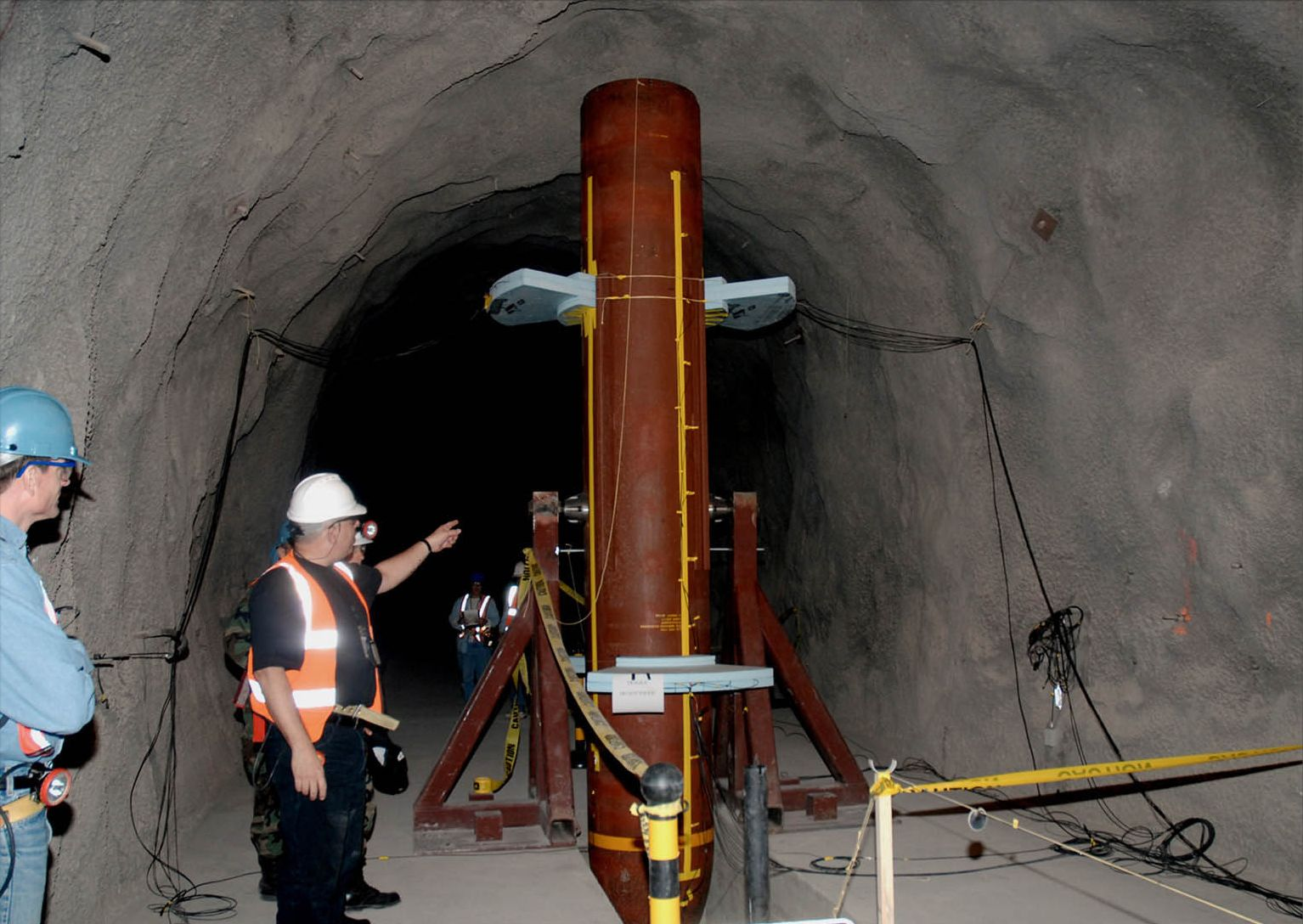
MOP bajo tierra en el Polígono de Misiles de White Sands antes de su primera prueba de explosión, 2007.
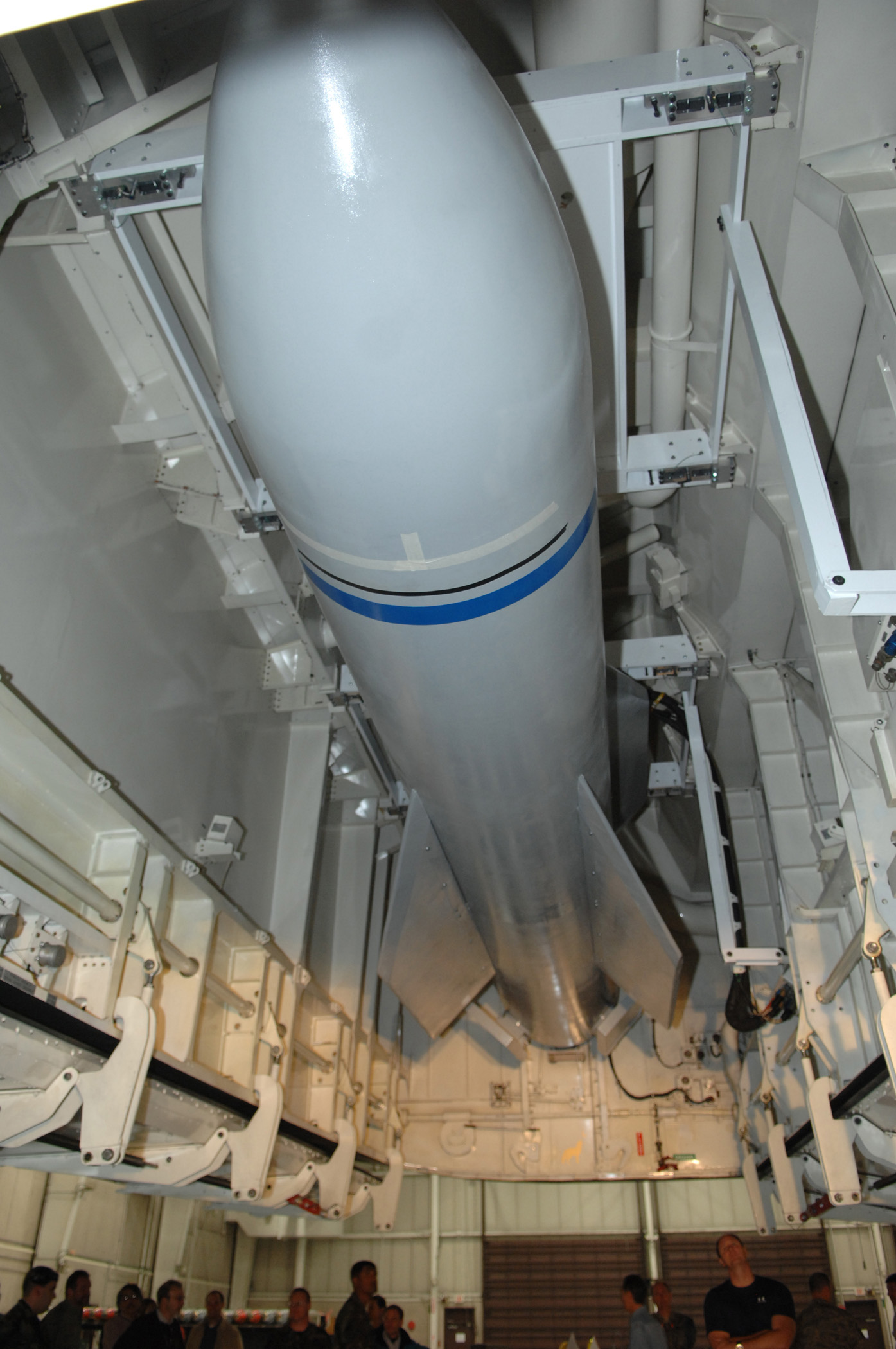
Prueba de una maqueta de MOP dentro de una bodega de bombas de un B-2, 2007.
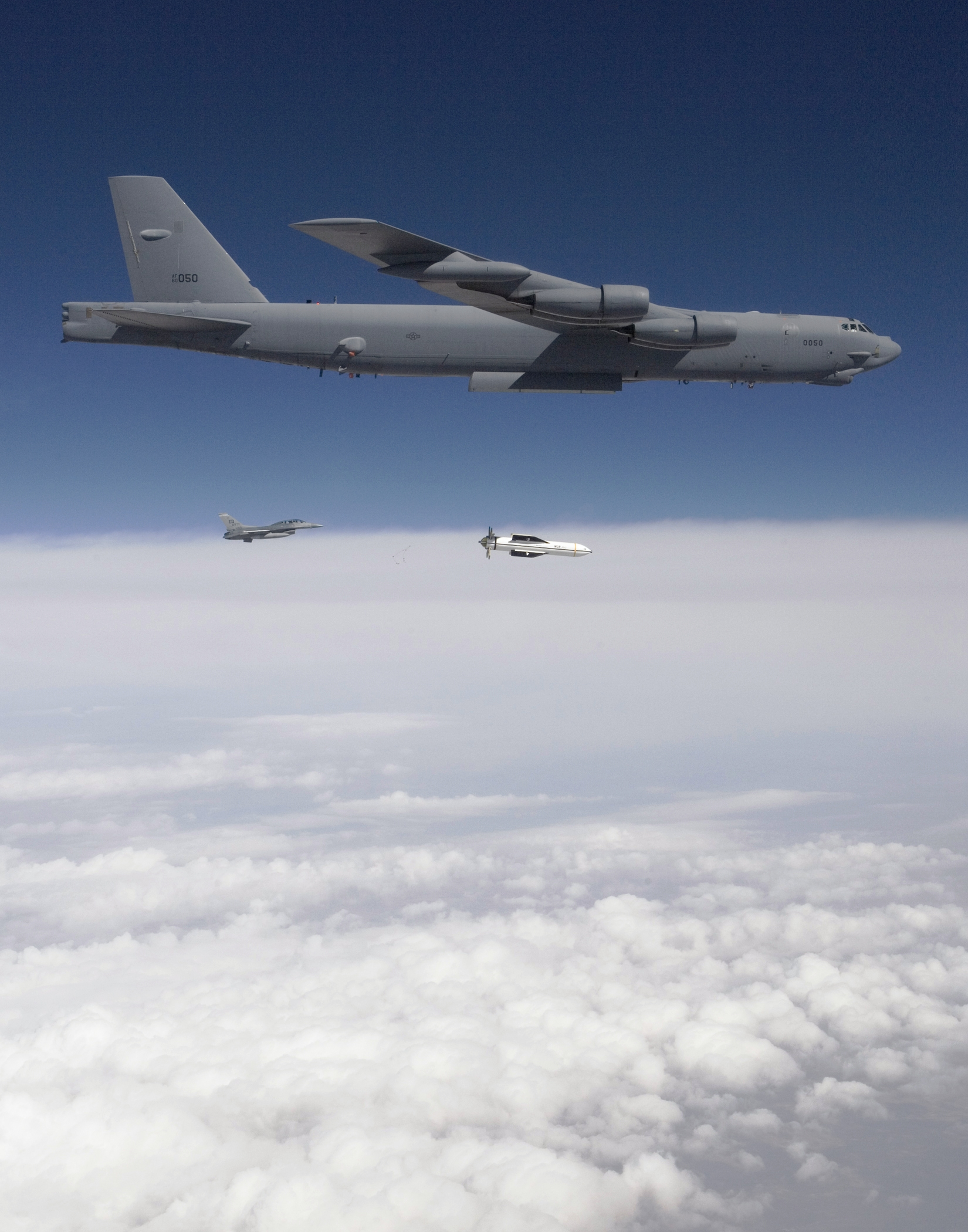
B-52 lanzando un MOP durante las pruebas, 2009.

### La próxima generación de las bombas de penetración
El 25 de junio de 2010, el Teniente General USAF Phillip Breedlove dijo que la próxima generación de munición penetrante debe ser de aproximadamente un tercio del tamaño del MOP para poder ser transportada por mayor variedad de aviones, ya que su peso y tamaño solo permite el empleo con tres modelos: el Northrop Grumman B-2 Spirit, el Rockwell B-1 Lancer y el Boeing B-52 Stratofortress. En diciembre de 2010, la USAF tenía un anuncio de la agencia en sentido amplio (BAA) para el penetrador de próxima generación (NGP).
El Comando de Ataque Global de la Fuerza Aérea ha indicado que uno de los objetivos para el bombardero de última generación es que pueda llevar un arma de los efectos del MOP. Esto podría ser o bien con la misma arma o un arma más pequeña que utiliza la potencia del cohete para alcanzar la velocidad suficiente para que coincida con el poder de penetración del arma más grande, al estilo de la bomba Disney.

## Historial operativo

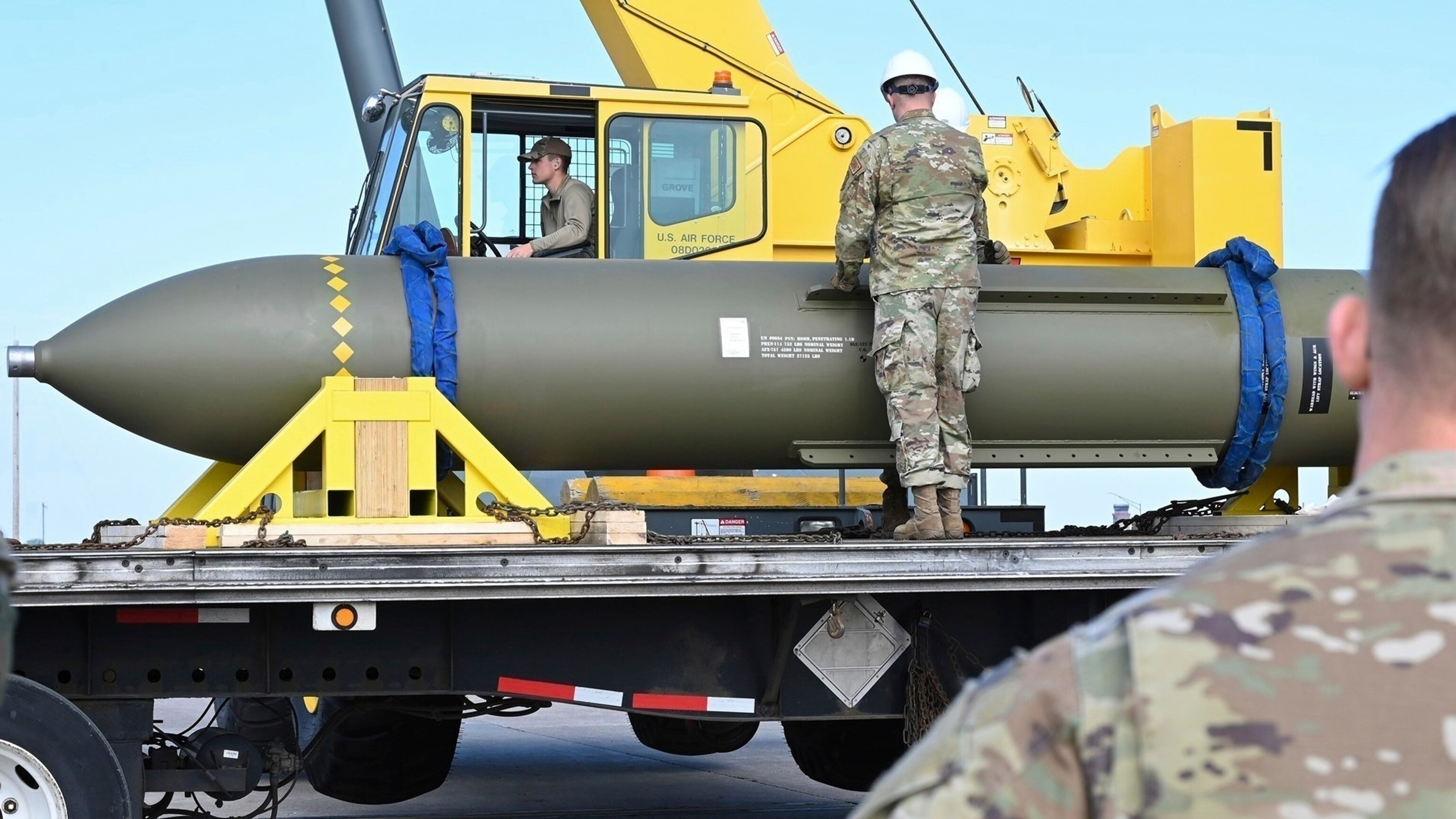
GBU-57 MOP del tipo utilizado en los ataques de Estados Unidos contra Irán de 2025

El primer uso en combate del GBU-57 MOP fue durante los ataques estadounidenses a las instalaciones nucleares iraníes el 22 de junio de 2025, cuando siete bombarderos furtivos Northrop B-2 Spirit lanzaron un total de catorce bombas GBU-57 sobre la Instalación nuclear de Fordow (12) y la Instalación nuclear de Natanz (2).
Según el general Dan Caine, jefe del Estado Mayor Conjunto de los Estados Unidos, ambos sitios sufrieron graves daños.

## Especificaciones
| Longitud:              | 6200 mm                                                                                            |  | (20,5 pies)                     |  |
| Diámetro:              | 800 mm                                                                                             |  | (31,5 pulgadas)                 |  |
| Peso:                  | 14 000 kg                                                                                          |  | (30 000 libras)                 |  |
| Cabeza de combate:     | 2400 kg                                                                                            |  | (5300 libras)                   |  |
| Penetración:           | 60 m en hormigón armado de 35 MPa 8 m en hormigón armado de 69 MPa 40 m en roca moderadamente dura |  | (200 pies) (25 pies) (130 pies) |  |
| Guiado                 | Sistema inercial asistido por GPS                                                                  |  |                                 |  |
| Material de la carcasa | Acero Eglin                                                                                        |  |                                 |  |

### General
- Arma antibúnker
- Bomba terremoto
- Bomba termobárica

### Grandes bombas
- Bomba Tallboy
- Bomba Grand Slam
- Bomba Disney
- MOAB
- Padre de todas las bombas